# Alosa caspia
Alosa caspia es una especie de pez de la familia Clupeidae en el orden de los Clupeiformes.

## Subespecies
- Alosa caspia caspia (Eichwald, 1838
- Alosa caspia knipowitschi (Iljin, 1927
- Alosa caspia persica (Iljin, 1927.[4]